# Aminoffita
L'aminoffita és un mineral de la classe dels silicats. Rep el seu nom en honor del Dr. Gregori Aminoff (1883-1947), mineralogista suec i expert en la mineralogia de Långban, associat amb el Museu Suec d'Història Natural.

## Característiques
L'aminoffita és un silicat de fórmula química Ca₂(Be,Al)(Si₂O₇)(H₂O,OH). Cristal·litza en el sistema tetragonal. La seva duresa a l'escala de Mohs es troba entre 5,5 i 6.
Segons la classificació de Nickel-Strunz, l'aminoffita pertany a «09.BH - Sorosilicats amb anions Si₃O10, Si₄O11, etc.; cations en coordinació tetraèdrica [4] i major coordinació» juntament amb els següents minerals: kinoïta, akatoreïta i fencooperita.

## Formació i jaciments
Es troba en forma de cristalls ben formats en venes i cavitats en magnetita massiva i limonita. Sol trobar-se associada a altres minerals com: magnetita, goethita, fluorita, calcita i barita. Va ser descoberta l'any 1937 a Långban, Filipstad (Värmland, Suècia). També ha estat trobada al massís alcalí de Dugdu (Tuva, Rússia) i a Taronga (Nova Gal·les del Sud, Austràlia).